# Gerhard Maletzke
Gerhard Maletzke (* 6. Januar 1922 in Neustettin/Pommern; † 6. Dezember 2010) war ein deutscher Kommunikationswissenschaftler und Psychologe.
Maletzke studierte Psychologie, Philosophie und Germanistik in Hamburg. Seine Forschungen führten ihn u. a. an das Hans-Bredow-Institut (1952–1964), das Deutsche Institut für Entwicklungspolitik (1964–1969), das Asian Mass Communication Research and Information Centre in Singapur (1972–1976) und das Wissenschaftszentrum Berlin. Von 1978 bis 1987 war er Medienreferent beim Süddeutschen Rundfunk. Er ist Autor mehrerer Bücher über die Probleme der Massenkommunikation. Besonders große Rezeption erfuhr und erfährt seine Publikation Psychologie der Massenkommunikation (1963). Von Maletzke erschienen in jüngerer Zeit auch Publikationen zum Thema Interkulturelle Kommunikation. Er lehrte seit 1983 als Honorarprofessor an der Universität Hohenheim für das Fachgebiet Kommunikationswissenschaft/Journalistik.
Maletzke wird als Klassiker des Fachs angesehen, der wesentlich zur Begriffsbildung und Forschungskultur im Fach nach 1945 beigetragen hat. Er beschäftigte sich mit dem Forschungsstand der amerikanischen Kollegen und lieferte der deutschen Kommunikationswissenschaft einen Begriffs- und Methodenapparat. Trotz des großen Erfolgs von Psychologie der Massenkommunikation hatte Gerhard Maletzke nie eine dauerhafte Professur.